# Papiss Cissé
Papiss Demba Cissé (Dakar, 3 de junho de 1985) é um futebolista senegalês que atua como atacante. Atualmente está sem clube.

## Carreira

### Freiburg
Cissé ganhou destaque no futebol alemão, jogando pelo Freiburg. Tem como marca ser o africano com maior numero de gols numa temporada da Bundesliga, com seus 22 gols na temporada 2009/2010. 

### Newcastle United
Suas boas atuações no clube e seleção, fizeram ser contratado pelo Newcastle em 2012. No time Inglês virou uma das referencias no ataque.

## Seleção nacional
Fez sua estreia internacional em 2009 contra a RD do Congo, numa partida terminado em 2 a 1, com dois gols de Cissé. Atualmente é o jogador com maior numero pela seleção e sendo uma das referencias do time ao lado de Moussa Sow.

## Vida privada
Papiss Cissé é declaradamente muçulmano, fazendo geralmente como comemorações de seus gols o gesto de  sajhad.É irmão do jogador Ousmane Cissé.